# Bruce Dern
Bruce Dern (Chicago, 4 de juny de 1936) és un actor estatunidenc dues vegades nominat a l'Oscar i pare de la també actriu Laura Dern.

## Biografia
Dern va néixer a Chicago, fill de John Dern i Jean (MacLeish). El seu avi patern va ser George Dern, un candidat a governador de Utah, mentre que el seu oncle va ser el poeta Archibald MacLeish. Els seus padrins van ser els coneguts polítics Adlai Stevenson i Eleanor Roosevelt. Dern va estudiar en el New Trier Township High School East, Winnetka, Illinois.
Una de les seves pel·lícules més destacables va ser el seu paper en la pel·lícula de Sydney Pollack Danseu, danseu maleïts, el 1969. Després arribarien papers com en Els cowboys (1972) i al costat de Jack Nicholson en El rei de Marvin Gardens. 
Dern s'ha caracteritzat per papers de caràcter i s'ha guanyat una reputació en papers inestables o de dolent. Un dels seus papers més coneguts és el de Freeman Lowell, en la pel·lícula de ciència-ficció Naus silencioses (1972), però també té altres papers coneguts, com el de Tom Buchanan en El gran Gatsby i el del capità Bob Hyde en El retorn, pel qual va rebre una nominació als Oscar.
Dern va ser guardonat amb el premi al millor actor en el Festival de Canes de 2013 pel seu treball en la pel·lícula Nebraska. També va ser nominat el 2014 a l'Oscar al millor actor per Nebraska.

## Filmografia
Filmografia:
- The Crimebusters (Crimebusters) (1961), de Boris Sagal.
- Marnie (1964), d'Alfred Hitchcock.
- Hush… Hush, Sweet Charlotte (Hush... Hush, Sweet Charlotte) (1964), de Robert Aldrich.
- Els àngels de l'infern (The Wild Angels) (1966), de Roger Corman.
- L'oest boig (Waterhole #3) (1967), de William A. Graham.
- La matança del dia de Sant Valentín (The St. Valentine's Day Massacre) (1967), de Roger Corman.
- The War Wagon (1967), de Burt Kennedy.
- Pengem-los ben amunt (Hang 'Em High) (1967), de Ted Post.
- El viatge (The Trip) (1967), de Roger Corman.
- Camí de la bogeria (Psych-Out) (1968), de Richard Rush.
- El més valent entre mil (Will Penny) (1968), de Tom Gries.
- Número u (Number One) (1969), de Tom Gries.
- També un xèrif necessita ajuda (Support Your Local Sheriff!) (1969), de Burt Kennedy.
- La fortalesa (Castle Keep) (1969), de Sydney Pollack.
- They Shoot Horses, Don't They? (1969), de Sydney Pollack.
- Rutes de Violència (The Rebel Rousers) (1970), de Martin B. Cohen.
- Maleïda mare (Bloody Mama) (1970), de Roger Corman.
- Sense mirar enrere (Drive, He Said) (1971), de Jack Nicholson.
- Naus silencioses (Silent Running) (1972), de Douglas Trumbull.
- Smile (1972) de Michael Ritchie
- El rei de Marvin Gardens (The King of Marvin Gardens) (1972), de Bob Rafelson.
- Els cowboys (The Cowboys) (1972), de Mark Rydell.
- El gran Gatsby (The Great Gatsby) (1974), de Jack Clayton.
- Els justiciers de l'Oest (Posse) (1975), de Kirk Douglas.
- Folies bourgeoises (1976), de Claude Chabrol
- Family Plot, la trama (1976), d'Alfred Hitchcock.
- Black Sunday (1977), de John Frankenheimer.
- Tornar a casa (Coming Home) (1978), de Hal Ashby.
- El conductor (Driver) (1979), de Walter Hill.
- Quan vam ser campions (That Championship Season) (1982), de Jason Miller.
- Mà d'or (The Big Town) (1987), de Ben Bolt.
- Mil nou-cents seixanta-nou (1969) (1988), d'Ernest Thompson.
- No mataràs... al veí (The 'burbs) (1989), de Joe Dante.
- The court-Martial of Jackie Robinson (1990), de Larry Peerce.
- Sentència oblidada (Carolina Skeletons) (1991), de John Erman.
- El cop perfecte (Diggstown) (1992), de Michael Ritchie.
- Cazarrecompensas (It's Nothing Personal) (1993), de Bradford Maig
- La venjança de l'home mort (Dead Man's Revenge) (1994), d'Alan J. Levi.
- Amelia Earhart, el vol final (Amelia Earhart: The Final Flight) (1994), de Yves Simoneau.
- La llegenda de Wild Bill (Wild Bill) (1995), de Walter Hill.
- A baix el periscopi (Down Periscope) (1996), de David S. Ward.
- Mulholland Falls (1996), de Lee Tamahori
- L'últim home (Last Man Standing) (1996), de Walter Hill.
- Big Guns Talk: The Story of the Western (1997), de Len Morris.
- El col·leccionista de nines (Perfect Prey) (1998), d'Howard McCain.
- Petits Guerrers (Small Soldiers) (1998), de Joe Dante.
- Cop a traïció (If... Dog... Rabbit...) (1999), de Matthew Modine.
- The Haunting (La casa infernal) (The Haunting) (1999), de Jan de Bont.
- Premonicions (Hard Time: The Premonition) (1999), de David S. Cass Sr..
- Tots els cavalls bonics (All the Pretty Horses) (2000), de Billy Bob Thornton.
- Última sospita (The Glass House) (2001), de Daniel Sackheim.
- Anònims (Masked and Anonymous) (2003), de Larry Charles.
- Monster (2003), de Patty Jenkins.
- The Hard Easy (2005), de Ari Ryan.
- Down in the Valley (2005), de David Jacobson.
- The Cake Eaters (2007)
- Inside Out (2011)
- Django desencadenat (2012), de Quentin Tarantino.
- Nebraska (2013)
- The Hateful Eight (2015)
- L'escàndol Ted Kennedy (2017)[6]

## Premis i nominacions

### Premis Oscar
| Any  | Categoria              | Pel·lícula  | Resultat |
| ---- | ---------------------- | ----------- | -------- |
| 1978 | Millor actor secundari | Coming Home | Nominat  |
| 2013 | Millor actor           | Nebraska    | Nominat  |

### Premi Globus d'Or
| Any  | Categoria              | Pel·lícula     | Resultat |
| ---- | ---------------------- | -------------- | -------- |
| 1974 | Millor actor secundari | El gran Gatsby | Nominat  |
| 1978 | Millor actor secundari | Coming Home    | Nominat  |
| 2013 | Millor actor dramàtic  | Nebraska       | Nominat  |

### Premis BAFTA
| Any  | Categoria    | Pel·lícula | Resultat |
| ---- | ------------ | ---------- | -------- |
| 2013 | Millor actor | Nebraska   | Nominat  |

### Premis Emmy
| Any  | Categoria                                | Pel·lícula | Resultat |
| ---- | ---------------------------------------- | ---------- | -------- |
| 2006 | Millor actor convidat en sèrie dramàtica | Big Love   | Nominat  |

### Festival de Canes
| Any  | Categoria    | Pel·lícula | Resultat  |
| ---- | ------------ | ---------- | --------- |
| 2013 | Millor actor | Nebraska   | Guanyador |

### Festival de Berlín
| Any  | Categoria    | Pel·lícula               | Resultat  |
| ---- | ------------ | ------------------------ | --------- |
| 2013 | Millor actor | That Championship Season | Guanyador |